# Оньес де Лойола, Мартин Гарсия
Мартин Гарсия Оньэс де Лойола (исп. Martín García Óñez de Loyola, 1549 — 24 декабря 1598) — испанский королевский губернатор Чили.
Родился в 1549 году в Аспейтия (Гипускоа) в известной богатой баскской семье Лойола, его родителями были Мартин Гарсия де Лойола-и-Араос и Мария Николаса де Ойангурен. При создании майората дед передал всё наследство старшему сыну — Бертрану де Оньасу, дяде Мартина (он приходился внучатым племянником святому Игнатию де Лойоле).
В молодости, в 1568 году, Мартин прибыл в Перу в качестве капитана охраны нового вице-короля Франсиско де Толедо. В 1572 году он проявил себя во время подавления восстания Тупака Амару и получил в награду должность коррехидора Потоси, Аякучо и Уанкавелики. В 1592 году король Филипп II назначил его губернатором Парагвая, однако прежде, чем он вступил в должность, король изменил решение и сделал его губернатором Чили — решив, что он с его боевым опытом сможет скорее закончить идущую там войну с индейцами.
Лойола прибыл в Чили 23 сентября 1592 года и, собрав в столице 110 солдат, отправился в феврале 1593 в Консепсьон. Там он понял, что его наличных сил для завершения войны не хватит, и запросил подкреплений из Перу. Однако появление английского пирата Ричарда Хоукинса спутало все планы, и солдаты были оставлены для защиты Перу. Хоукинс тем временем напал на Вальпараисо, где захватил корабль в гавани. Вместо солдат в Чили прибыли иезуиты и августинцы, сыгравшие впоследствии большую роль в колонизации страны.
Решив, что он не может больше ждать, Лойола в 1594 году начал военную кампанию с теми силами, что были у него в наличии. В мае 1594 года он основал форт Санта-Крус-де-Оньэс в районе слияния рек Био-Био и Лаха, в следующем году развившийся до города Санта-Крус-де-Койа.
В 1598 году, будучи в Ла-Империал, Лойола получил информацию, что мапуче напали на Анголь. 21 декабря он вместе с 50 солдатами направился на выручку городу. На следующий день, когда они вечером расположились на отдых на берегу реки Лумако, они были атакованы индейцами. В ходе сражения были убиты все испанцы, кроме священника и раненого солдата, сохранённого для последующего жертвоприношения. После этого началось всеобщее восстание мапуче, приведшее к изгнанию испанцев из земель южнее реки Био-Био. Голову Лойолы индейцы впоследствии отдали губернатору Рамону.